# Epiblema discretivana
Epiblema discretivana es una especie de polilla del género Epiblema, familia Tortricidae. Fue descrita científicamente por Heinrich en 1921.
Tiene una envergadura de 13 a 16 mm. Los adultos vuelan de mayo a agosto principalmente. También se los ha visto en otros meses. Las larvas se alimentan de Baccharis halimifolia (Compositae) y tal vez de Myrica cerifera (Myricaceae).
Se encuentra en los Estados Unidos desde Florida a Texas y posiblemente más al norte.